# Котленци (село)
Котленци е село в Североизточна България. То се намира в община Добричка, област Добрич.

## География
Село Котленци се намира само на 7 км източно от гр. Добрич на отбивка в северна посока от пътя Добрич-Балчик, т.е. на изток-североизток от Добрич.

## История
Старото название на селото е Хошкадем, в приблизителен превод от турски „честит късмет“ поради наличието на повърхностна вода на това място в иначе безводното карстово Добруджанско плато. Селото е било създадено и през вековете е било доминирано от българи - преселници от различни краища на България - Котелско, Кюстендилско и пр. В селото са живели незначителен брой гагаузи, говорещи език от групата тюркски езици, а след средата на XIX век и малцина турци. Топонимията в целия район традиционно е турска, преди всичко заради автоктонното гагаузко население в тази част на причерноморския край. Причината за първоначалното име на селото е, че в иначе безводна Добруджа на това място първите жители са открили карстова чаша, която задържала вода дълго след стопяването на снеговете („гьол“), важна за поддържането на живот на това място. (Проблемът с водата е вплетен в топонимията в Добруджа - съседно село е било назовано „Сусускьой“, сегашен превод Безводица, друго - „Чаирлъ гьол“ (локвата на поляната), сега Сенокос, друго - Пряспа, а също и Плачидол). След Освобождението от османска власт е наречено Доброчест, лош превод от турското название. Пак във връзка с първоначалната етимология, по време на румънската окупация (1918-1940 г.) окупационните власти наименуват селото „Букурене“ (от румънския глагол bucure, радвам се). Не без връзка с първоначалната етимология, след 1940 г. е добило сегашното си название Котленци.
В самото начало на румънската окупация (1919 г.) под предлог, че се организира еднократен пазар на зърно за селата в района, мъжете от селото и техните каруци, пълни със зърно, са подмамени и попадат в румънски плен. Мъжете, заедно с хиляди други от Южна Добруджа, са интернирани в делтата на р. Дунав и живеят почти 3 години в собственоръчно направени землянки. Според проучвания измират повече от една трета, преди да бъдат пуснати да се завърнат по селата си. Следствие на законите на окупатора, една трета част от поземлената собственост на завареното през 1918 г. българско население (т. нар. на румънски triime, „третина“) се отнема в полза на фонд, с който се оземляват румънски селяни, привлечени като заселници. След т. нар. Крайовска спогодба от 1940 г. същият фонд се заменя за имотите на българите от Северна Добруджа, които са принудени да емигрират в пределите на България, т.е. собствеността на първоначалните собственици никога не се възвръща, нито изселниците добиват еквивалента на загубените си имоти.
Традиционно е застъпено зеленчукопроизводството и особено много зърнопроизводството. В по-далечното минало котленчани са произвеждали голям „излишък“, който са продавали за износ на борсата в гр. Балчик, тогава основен външнотърговски център в североизточна България. В по-ново време Котленци е снабдявало със зарно най-големия български Зърненофуражен комбинат, намиращ се в Добрич (до 1989 г.) – негов дългогодишен директор и основател на марката „Калиакра“ (за олио и маргарин) е котленчанинът Иван Колев (род. 1928 г.). Друг виден котленчанин е доц. Георги Колев (1922-1998), член на Добруджанската революционна организация, ветеринар, учен-паразитолог, известен преподавател във Ветеринарния институт, основател на университетска катедра по паразитология в Алжир и преподавател в нея.

## Население
Преброяване на населението през 2011 г.
Численост и дял на етническите групи според преброяването на населението през 2011 г.:
|                     | Численост | Дял (в %) |
| Общо                | 251       | 100,00    |
| Българи             | 163       | 64,94     |
| Турци               | 15        | 5,97      |
| Цигани              | 33        | 13,14     |
| Други               | 0         | 0,00      |
| Не се самоопределят | 0         | 0,00      |
| Неотговорили        | 39        | 15,53     |

## Религии
Местните жители са гагаузи. Православни християни.